# Zlin Savage Cub
Zlin Savage Cub
- 用途：スポーツ軽飛行機
- 製造者：Zlin Aircraft

Zlin Savage Cub（ズリーン サベージカブ）は、ズリーン エアクラフトのスポーツ軽飛行機  。

## 設計と開発
Zlin Savage Cubシリーズは、 従来の着陸装置を備えた ストラットブレース付きの 高翼航空機です。 胴体は溶接鋼管で構築。 翼は、 アルミニウムの スパーと航空機の布地で覆われた 翼のリブで構成。 燃料は2つの主翼タンクに貯蔵。 操縦翼面はアルミスキンを使用。   
デザインは、サベージ、クラシック、クルーザー、カブ、iCub、カブS、ボバー、ノマド、アウトバックの商品名で、 連邦航空局の特別軽スポーツ機として認可。 

## バリアント
サベージクラシック
米国軽スポーツ機のベースモデル。 エンジンは80 hp (60 kW)     Rotax 912UL 、 100 hp (75 kW)     Rotax 912ULS 、 85 hp (63 kW)     ジャビル2200または115 hp (86 kW)     Rotax 914 ターボチャージャー付き 4ストローク航空機エンジン。  
サベージクルーザー
変更されたフロントガラス、窓、胴体下部。 
サベージカブ
パイパースーパーカブの外観と機能を変更したズリンサベージ、オプションのツンドラタイヤ 。 
サベージボバー
総重量472.5キログラム (1,042 lb)を含む連邦航空宇宙マイクロライトルールに準拠するように設計された、覆われていないオープンフレームの胴体を持つ472.5キログラム (1,042 lb)     。 荷物コンパートメントは、 機体にストラップで固定された布製または革製のバッグ。  
サベージカブS
胴体を拡大し、テール面を拡大。 100 - 180馬力 (75 - 134 kW)までの複数のエンジン取り付け。 180馬力 (134 kW)     Titan Stroker IO-340パワープラントを2013年に導入。 

## 仕様（Zlin Savage）
基本仕様
- 乗員： 1人
- 定員： 1人

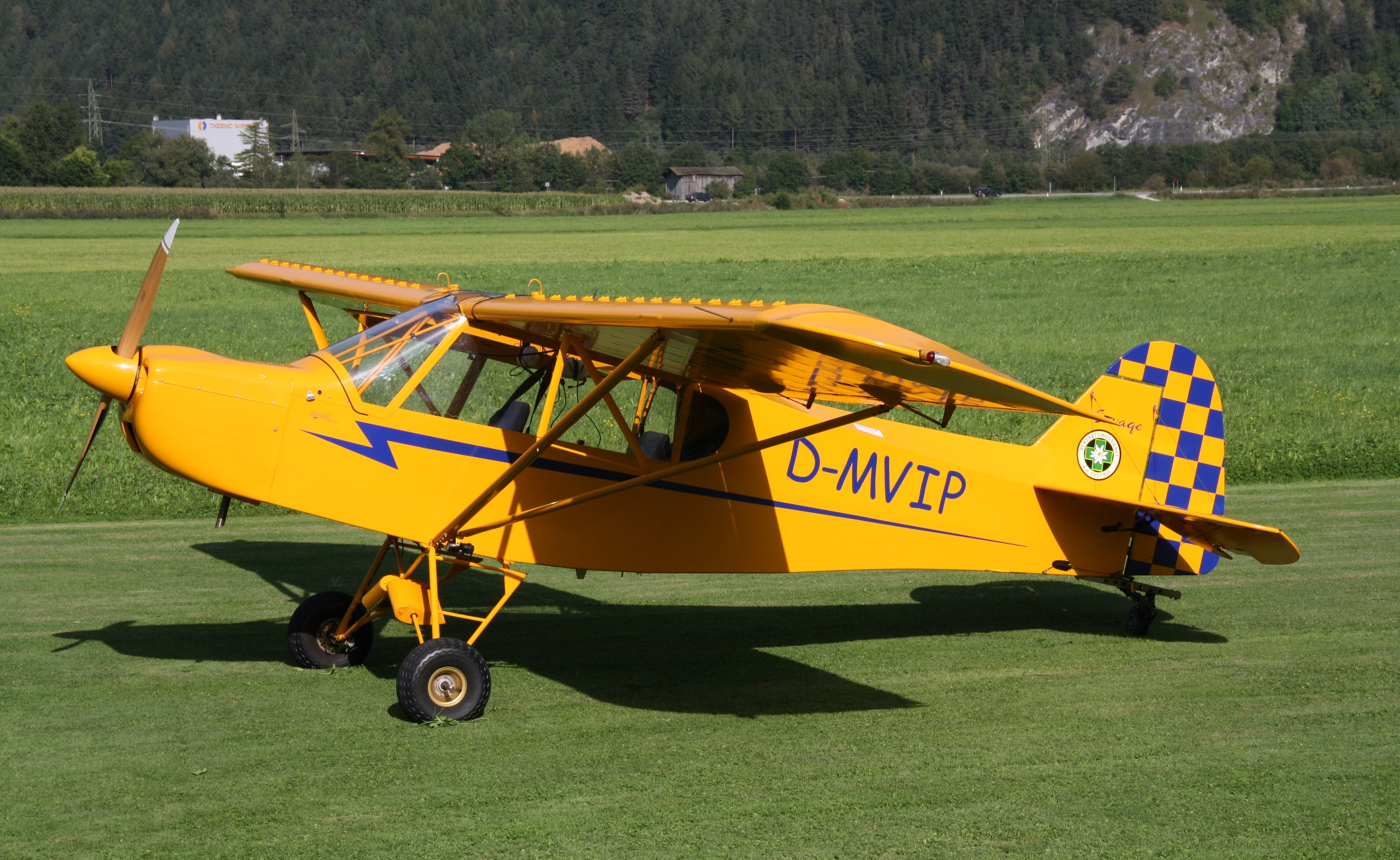
サベージカブ

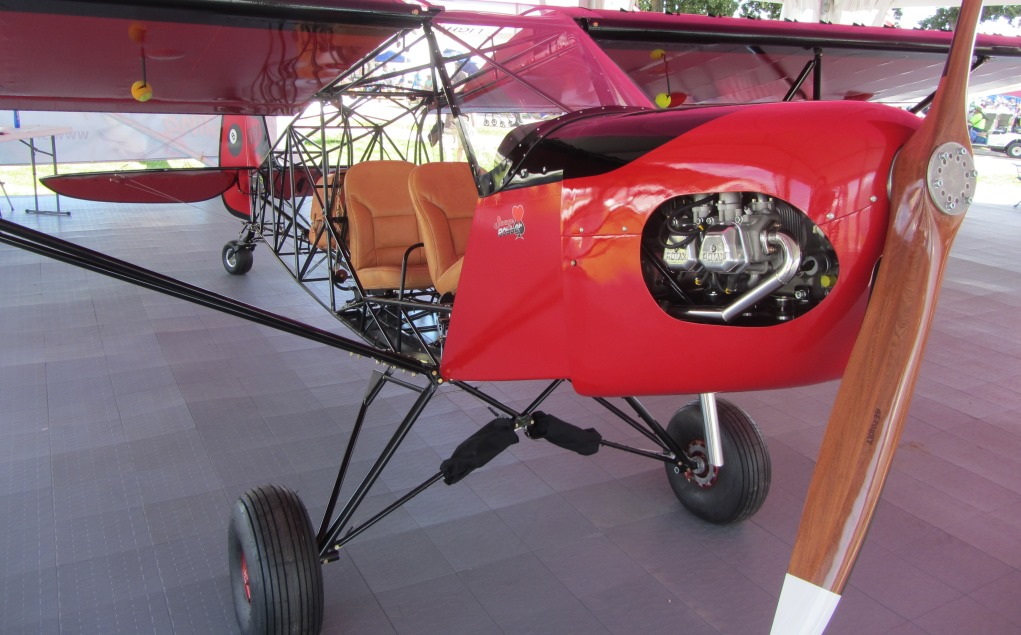
サベージ・ボバー

- 全長： 6.39 m（21フィート0インチ）
- 翼幅： 9.31 m（30 ft 7 in）
- 高さ： 2.03 m（6フィート8インチ）
- 翼面積： 14.2 m 2（153平方フィート）
- 翼型： NACA 4412
- 重量（空）： 288 kg（635ポンド）
- 総重量： 560 kg（1,235ポンド）
- 燃料タンク： 64リットル（14 imp gal、17 US gal）
- 出力： 1× Rotax 912UL 4気筒水平対向ピストン、60 kW（80 hp）

性能
- 最高速度： 188 km / h（117 mph、102 kn）
- 巡航速度： 170 km / h（110 mph、92 kn）
- 失速速度： 62 km / h（39 mph、33 kn）
- 限界速度： 205 km / h（127 mph、111 kn）
- 航続距離： 720 km（450 mi、390 nmi）
- 最高高度： 4,400 m（14,400 ft）
- 上昇率： 4.8 m / s（940 ft / min）